# Mitsubishi Pajero Pinin
Il Mitsubishi Pajero Pinin è un fuoristrada prodotto dall'azienda giapponese Mitsubishi Motors Corporation dal 1998 al 2006. Il suffisso Pinin che fa parte del nome del modello deriva dall'abbreviazione di Pininfarina, storico carrozziere responsabile della creazione del design del piccolo fuoristrada.
Ed è proprio la Pininfarina che lo ha prodotto nel suo stabilimento di Bairo sin dal luglio 1999 per il mercato europeo. Gli altri stabilimenti di produzione erano localizzati in Giappone e Brasile.

## Il contesto
È una versione compatta del Pajero, classificabile tra i Mini SUV e le fuoristrada. Dai SUV eredita la linea moderna e simpatica mentre dai fuoristrada eredita il telaio a longheroni e l'ottima mobilità anche sui fondi più difficili con la possibilità di inserimento manuale della trazione integrale a 4 posizioni con bloccaggio differenziale e marce ridotte chiamata Super Select 4WD.
La vettura debutta in giappone nel giugno del 1998 nella versione tre porte con passo di 2,280 metri mentre il modello cinque porte con passo allungato a 2,540 metri debutta nell’agosto dello stesso anno. Il modello giapponese viene prodotto nella fabbrica di Nagoya e denominato Pajero iO mentre nei mercati di esportazione il nome venne cambiato in Pajero Pinin in quanto il suffisso iO era simile alla dicitura 1.0 che indica un motore da 1,0 litro di cilindrata e che la vettura non utilizza. 
Il modello europeo denominato appunto Pajero Pinin debutta al salone dell’auto di Ginevra nel marzo del 1999 e viene prodotto da luglio nello stabilimento di Bairo a Torino. 
I motori proposti erano un 1.8 da 114 CV, un 1.8 a iniezione diretta da 120 CV e un 2.0 da 129 CV, tutti alimentati a benzina.
(NB. solo versioni GDI, le versioni MPI sono a trazione permanente 4x4 senza ridotte)
Il compatto Pajero è stata sottoposto anche al crash test dell'EuroNCAP, che nel 2003 gli ha conferito 3 stelle per quanto riguarda la sicurezza automobilistica.
Nel giugno del 2000 in Giappone è stata messa in vendita la versione sportiva denominata Pajero iO TR equipaggiata con il motore a benzina 1.8 (4G93) quattro cilindri GDI Turbo con intercooler erogante 160 cavalli e 220 Nm di coppia massima a 3500 giri/min e abbinato alla trasmissione automatica a quattro rapporti e alla trazione integrale Super Select 4WD-i. Tale versione era disponibile solo con carrozzeria cinque porte.

## Produzione
| Anno | Produzione | Produzione | Produzione |
| Anno | Giappone   | Italia     | Brasile    |
| ---- | ---------- | ---------- | ---------- |
| 1998 | 54.262     | -          | -          |
| 1999 | 51.516     | n/a        | -          |
| 2000 | 24.783     | 18.626     | -          |
| 2001 | 13.799     | 12.150     | -          |
| 2002 | 8.959      | 11.300     | 1.380      |
| 2003 | 9.016      | 8.313      | 3.180      |
| 2004 | 8.136      | 8.579      | 6.090      |
| 2005 | 3.592      | -          | 5.280      |
| 2006 | 2.564      | -          | 6.060      |